# Philematium astaboricum
Philematium astaboricum är en skalbaggsart som först beskrevs av Thomson 1860.  Philematium astaboricum ingår i släktet Philematium och familjen långhorningar. Inga underarter finns listade i Catalogue of Life.